# 20064 Prahladagrawal
20064 Prahladagrawal este o planetă minoră (asteroid) din centura de asteroizi. A fost descoperită pe 15 septembrie 1993 la Observatorul La Silla de Eric Walter Elst. 
Obiectul prezintă o orbită caracterizată de o semiaxă mare de 2,2010159 UAi, o excentricitate de 0,05, o înclinație de 0,92885 ° în raport cu ecliptica.